# Celestyn Zbyszewski
Celestyn Zbyszewski (ur. 6 kwietnia 1806 w Zarszynie, zm. 9 czerwca 1874 w Pisarowcach) – polski oficer Armii Cesarstwa Austriackiego, major inżynier, wykładowca akademicki, poseł na Sejm Ustawodawczy z 1848, właściciel ziemski, działacz samorządowy i społeczny.

## Życiorys
Urodził się 6 kwietnia 1806 w Zarszynie (według innego źródła w Pisarowcach). Był synem Franciszka Zbyszewskiego i Katarzyny z domu Suszkowskiej.
Początkowo uczył się w Galicji. W latach 1819–1825 kształcił się w Akademii Inżynieryjnej w Wiedniu (Ingenieur-Akademie in Wien). Odznaczał się tam talentem do nauki. Został wojskowym Armii Cesarstwa Austriackiego. Służył w korpusie inżynierów kawalerii (Ingenieurs-Corps; Cavallerie): od 1825 był kadetem (Corps-Cadet), od 1826 był podporucznikiem (Unterlieutenant) – przydzielonym do Lwowa, od około 1827 przydzielony do Peterwardein, gdzie od 1829 był porucznikiem (Oberlieutenant), od około 1831 był porucznikiem w Alt-Gradisca, od około 1832 w Legnago, od około 1833 przy budowie umocnień w Weronie, gdzie od 1835 był kapitanem-porucznikiem (Capitän-Lieutenant). Podczas czynnej służby wojskowej realizował zadania budowy twierdz we Włoszech, na Węgrzech i w Siedmiogrodzie. Później został powołany do służby w macierzystej Akademii Inżynieryjnej w Wiedniu, gdzie pracował w charakterze profesora wojskowego. W początkowym okresie był profesorem geometrii wyższej i geografii matematycznej: od 1836 jako kapitan-porucznik inżynier, od 1840 w stopniu kapitana. Od 1843 był profesorem matematyki wyższej i geografii matematycznej, od 1845 był profesorem mechaniki. Jego wychowankami akademickimi byli późniejsi wysocy oficerowie armii austriackiej, a ponadto prof. Zbyszewski w sposób szczególny starał się kształcić polskich oficerów. 
Karierę akademicką przerwał wybuch Wiosny Ludów w 1848. W czerwcu 1848 został awansowany na stopień majora. Reprezentując okręg Lutowiska jako deputowany gmin wiejskich w wyborach z czerwca 1848 został wybrany do Sejmu Ustawodawczego w Cesarstwie Austriackim. Pełnił mandat od sierpnia 1848 do 7 marca 1849 i był wówczas jedynym aktywnym wojskowym wśród deputowanych Reichstagu. W parlamencie od 7 października do 1 listopada 1848 zasiadał w stałej komisji do spraw zachowania porządku i bezpieczeństwa miasta Wiednia. Działając w parlamencie, m.in. wspólnie z Franciszkiem Smolką, zabiegał o sprawę wolności. Ponadto, przekazując inicjatywę wojskowych, zgłosił w sejmie wniosek o reprezentację armii w parlamencie, za co potem żołnierze zamierzali wręczyć mu szpadę honorową. Idea nie została zaaprobowana przez feldmarszałka Josepha Radetzky’ego (w obawie o liberalne nastroje w armii), a mjr Zbyszewski otrzymał dymisję. We wrześniu 1849 przeniesiony w stan spoczynku.
Po rozwiązaniu parlamentu jako emerytowany major (w pensji) osiadł w Pisarowcach u swoich krewnych Rylskich. Polegając na swojej wiedzy z dziedziny nauk matematycznych, historycznych i przyrodniczych od tego czasu spisywał fascykuły rozpraw i notatek o charakterze społeczno-ekonomicznym. Udzielał się jako rozjemca w rozstrzyganiu polubownym okolicznych sporów. Wspierał także lud wiejski i był doradcą włościan, zyskując ich zaufanie i szacunek. Sprawował stanowisko naczelnika (wójta) gminy wiejskiej w Pisarowcach. Był wybierany do Rady c. k. powiatu sanockiego jako reprezentant grupy większych posiadłości: w 1867 (został członkiem wydziału powiatowego), 1870 (ponownie został członkiem wydziału powiatowego). W Wydziale powiatowym zajmował się zarządem majątków i funduszy gminnych, reklamacjami wojskowymi, sprzedażą soli. Zasiadał w komisji katastralnej. Był członkiem C. K. Powiatowej Komisji Szacunkowej w Sanoku. W październiku 1873 bez powodzenia kandydował w okręgu sanockim do V kadencji Rady Państwa w Wiedniu.
Jako emerytowany major i profesor mechaniki był członkiem korespondującym C. K. Galicyjskiego Towarzystwa Gospodarskiego we Lwowie (od 1848 do 1866, w wydaniach Szematyzmów figurował przez wiele lat, także po śmierci: tj. w latach od 1868 do 1886, od 1891 do 1911. Na przełomie lat 60./70. był także członkiem oddziału sanocko-lisko-brzozowsko-krośnieńskiego GTG.
Był wyznania rzymskokatolickiego. Nie założył rodziny, był stanu wolnego. Zmarł 9 czerwca 1874 w Pisarowcach. Został pochowany na cmentarzu parafialnym w pobliskich Dudyńcach 11 czerwca 1874, przy licznym udziale ludności oraz asysty wojskowej przybyłej z Sanoka.